# باشگاه فوتبال آرمنیکوم
باشگاه فوتبال آرمنیکوم ایروان (ارمنی: Ֆուտբոլային Ակումբ „Արմենիկում“ Երևան؛ انگلیسی: FC Armenicum) یک باشگاه فوتبال در شهر ایروان و در کشور ارمنستان می‌باشد که در لیگ برتر فوتبال ارمنستان بازی می‌کرد. 

## تاریخچه
این باشگاه در سال ۲۰۰۰ میلادی تأسیس شد در همان سال قهرمان لیگ دسته اول فوتبال ارمنستان شد و به فصل ۲۰۰۱ لیگ برتر فوتبال ارمنستان صعود کرد. با این حال، در سال ۲۰۰۱، آرمنیکوم توسط باشگاه فوتبال پیونیک خریداری شد و به طور خودکار جایگزین آن در رقابت‌های لیگ برتر شد. از این رو، آرمنیکوم در سال ۲۰۰۱ منحل شد و از فوتبال حرفه‌ای کناره‌گیری کرد.

## آمار لیگ
| ارمنستان (۲۰۰۰) |              |     |      |     |       |      |        |          |     |        |      |
| فصل             | دسته         | سطح | بازی | برد | تساوی | باخت | گل زده | گل خورده | +/- | امتیاز | مکان |
| ۲۰۰۰            | لیگ دسته اول | ۲   | ۱۶   | ۱۲  | ۳     | ۱    | ۵۵     | ۱۲       | +۴۳ | ۳۹     | ۱.   |